# Puyréaux
Puyréaux é uma comuna francesa na região administrativa da Nova Aquitânia, no departamento de Charente. Estende-se por uma área de 8,11 km². Em 2010 a comuna tinha 546 habitantes (densidade: 67,3 hab./km²).